# Turzófalva
Turzófalva (1899-ig Turzovka, szlovákul Turzovka) város Szlovákiában, a Zsolnai kerületben, a Csacai járásban.

## Fekvése
Csacától 14 km-re délnyugatra, a Kiszuca partján fekszik, a Jablunkai-hegység és a Nyugati-Beszkidek vonulataitól körülfogva, 471 méteres tengerszint feletti magasságon.

## Története
A Kiszuca-folyó völgyének egyik legősibb településeként 1580-ban a vlach jog alapján „locum Predmér“ azaz Predmér helyén alapították a falut. Nevét az egykor a közeli Nagybiccsén birtokos Thurzó családról kapta. Első írásos említése 1592-ből származik, a nagybiccsei uradalomhoz tartozott. A település kiváltságait rögzítő alapító okiratát a település határleírási jegyzőkönyvével Thurzó György nádor írta alá 1602-ben. Története során „Turzovka”, „Turzofalva”, „Turzovafalva”, „Turzowa”, „Turzovilla”, „Turczowka” alakban is szerepel a különböző oklevelekben. Első evangélikus templomát is Thurzó György építtette 1614-ben. Thurzó György 1616-ban bekövetkezett halála után fia, Imre a birtokot Eszterházi Miklósnak adta zálogba, majd 1649-ben Illésházy Gábor, majd 7000 aranyért a Berényi család zálogbirtoka lett. 1674-ben a Thurzók visszatértek a katolikus hitre, ezzel együtt a település temploma és lakossága is katolikus lett. 1720-ban 8 malom működött a településen. 1759-ben a régi helyén felépült az új templom. 1784-ben 864 házában már 4832 lakos élt.
A 18. század végén Vályi András így ír róla: „TURCZOVKA. Tót falu Trentsén Várm. földes Ura Hg. Eszterházy Uraság, lakosai katolikusok, fekszik Kisucza vize mellett, közel Podisokához; határja magas helyen fekszik, földgye sovány, legelője, fája, és keresettye a’ lápozással van.”
1828-ban 964 háza és 6569 lakosa volt. Lakói állattartással, faárukészítéssel, drótozással, erdei munkákkal foglalkoztak.
Fényes Elek 1851-ben kiadott geográfiai szótárában így ír a faluról: „Turzófalva, Thurzovka, tót falu, Trencsén vmegyében, szétszórva hegyekben. Morva és Sziléziával határos, ut. p. Csácza. Határa igen nagy, de a földek nem urbériek, hanem irtványok; uradalmi szántóföld van 154 hold, és 80 hold rét. Erdeje pusztuló félben. A föld minősége 3-ik osztálybeli, káposztát és burgonyát kivéve, más gabonát igen szüken, sőt őszit épen nem terem, hanem csak zabot és árpát. Éghajlata zordon, hideg, s e miatt a gyümölcs ritkán érhet meg. Népessége 7630 lélek, kik r. kath., és 150 héber. Kath. paroch. templom. Lakosai földmivelésből és zsindely faragásból élnek, de olly szegényül, hogy egész éven át tejbe vagy káposztába kevert burgonyából élnek; kenyér még a legjobb gazda házánál sem találtatik. A helységet a Kiszucza vize futja végig. Van itt egy szeszgyár, sörház, és cs. harminczadhivatal. Vasárnaponkint a nép összejövén, némileg vásár tartatik. Birja h. Eszterházy, s a bicsei uradalomhoz tartozik.”
1866 augusztusában a porosz-osztrák háború előtt a Bismarck porosz miniszterelnök engedélyével létrehozott magyar légió 1500 tagja Klapka György vezetésével a falu határáig nyomult előre, bízva egy új magyarországi felkelés kitörésében. A környékbeli szlovák lakosság és a felvidéki birtokosok közönye folytán kísérletük nem járhatott sikerrel, a falu előtt őket utolérő egyik porosz tiszttől pedig azt a tájékoztatást kapták, hogy külföldi összeköttetéseik fő útvonalát, a Jablunkai-hágót osztrák erők zárták le. A további beérkező katonai csapatok miatt a légió a visszavonulás mellett döntött, nagy kerülő után Morvaország irányában hagyták el a magyar területeket.
A trianoni békéig Trencsén vármegye Csacai járásához tartozott.
A háború után lakói fazekassággal, zsindelykészítéssel, szövéssel foglalkoztak, de sokan dolgoztak idénymunkákon a közeli cseh birtokokon. A faluban fűrésztelep is működött. 1954-ben Dlhavölgy, Klokocsóvölgy és Kornyavölgy kivált a határából és önálló község lett.
A település 1958-59-ben csodás események színhelye. 1958. június 1-jén Matousch Laschut erdőőr egy felhőn a lourdes-i szűzhöz hasonló komoly tekintetű, parancsoló, de mégis mosolygó gyönyörű nőalakot látott, majd ezt követően 3 órás elragadtatásba esett. A férfi minden betegségéből meggyógyult és szent ember lett. Látomásáról csak 1958. szeptember 7-én számolt be, attól kezdve a látomás helye búcsújáróhely lett. A kommunista hatóságok az erdőőrt bolondnak nyilvánították és elmegyógyintézetbe zárták, azonban ez sem tudta megtörni. 1967 pünkösdjén négy csoda történt itt.
Turzófalvát 1968. január 1-jén városi rangra emelték, 1998-ban ünnepelték meg alapításának 400. évfordulóját. Ennek alkalmából emeltek emlékművet a Kiszuca völgye ősi mesterségének űzői, a drótosok tiszteletére, amely a város díszpolgárának, Miroslav Cipár szobrászművésznek az alkotása.

## Népessége
| Év:            | 1994. | 2004.   | 2014.   | 2024.    |
| -------------- | ----- | ------- | ------- | -------- |
| Emberek száma: | 7611  | 7792    | 7660    | 6853     |
| Eltérés:       |       | +2,37 % | -1,69 % | -10,53 % |

| Év:            | 2023. | 2024.   |
| -------------- | ----- | ------- |
| Emberek száma: | 6936  | 6853    |
| Eltérés:       |       | -1,19 % |

1880-ban 6952 lakosából 14 magyar, 93 német, 44 egyéb és 6601 szlovák anyanyelvű volt. Ebből 6789 római katolikus és 163 izraelita vallású volt.
1890-ben 7599 lakosából 2 magyar, 103 német, 72 egyéb és 7422 szlovák anyanyelvű volt. Ebből 7471 római katolikus és 125 izraelita vallású volt.
1900-ban 7967 lakosából 25 magyar, 104 német, 72 egyéb és 7775 szlovák anyanyelvű volt. Ebből 7834 római katolikus, 118 izraelita és 10 görög katolikus vallású volt.
1910-ben 8434 lakosából 49 magyar, 127 német, 1 román, 54 egyéb és 8203 szlovák anyanyelvű volt. Ebből 8288 római katolikus és 142 izraelita vallású volt.
1921-ben 8327 lakosából 2 magyar, 36 német, 21 zsidó, 16 egyéb, 8233 csehszlovák és 19 állampolgárság nélküli volt. Ebből 8225 római katolikus, 93 izraelita, 5 evangélikus és 4 egyéb vallású volt.
1930-ban 8752 lakosából 1 magyar, 4 német, 7 zsidó, 4 egyéb, 8720 csehszlovák és 16 állampolgárság nélküli volt. Ebből 8652 római katolikus, 73 izraelita, 13 evangélikus, 13 egyéb és 1 görög katolikus vallású volt.
1970-ben 6170 lakosából 3 magyar, 61 cseh és 6085 szlovák volt.
1980-ban 6962 lakosából 2 magyar, 78 cseh és 6874 szlovák volt.
1991-ben 7287 lakosából 6 magyar, 91 cseh, 56 cigány és 7115 szlovák volt. 
2001-ben 7854 lakosából 5 magyar, 77 cseh, 28 cigány, 7577 szlovák és 156 ismeretlen nemzetiségű volt.
2011-ben 7802 lakosából 4 magyar, 58 cseh, 21 cigány, 6-6 orosz és morva, 4 lengyel, 3 ukrán, 7236 szlovák és 463 ismeretlen nemzetiségű volt. Ebből 6837 római katolikus, 14 evangélikus, 640 ismeretlen vallású és 249 nem vallásos volt.
2021-ben 7233 lakosából 4 magyar, 49 (+20) cigány, (+2) ruszin, 6694 (+21) szlovák, 69 (+3) egyéb és 417 ismeretlen nemzetiségű volt.

## Neves személyek
- Itt született 1811-ben Ruzsicska János Miklós O.S.B. római katolikus pap, bencés szerzetes, egyetemi tanár.
- Itt született 1909-ben Ján Haranta szlovák költő és műfordító. A szlovák katolikus modernizmus képviselője.

## Nevezetességei
- A Nagyboldogasszony tiszteletére szentelt római katolikus plébániatemploma 1759-ben épült a korábbi templom helyén. Keresztútja 1880-ban készült.
- Nepomuki Szent János szobra a 19. század elején készült.
- Beszkidek Népművészeti Ünnepség.

## Külső hivatkozások
- Hivatalos oldal
- E-obce.sk Archiválva 2008. szeptember 20-i dátummal a Wayback Machine-ben
- Községinfó
- Turzófalva Szlovákia térképén